# Аксьонов Микола Федорович
Микола Федорович Аксьонов (нар. 2 червня 1928, село Бураново Усть-Калманського району, тепер Алтайського краю, Росія — 29 січня 1985, село Солонешне Солонешенського району Алтайського краю, тепер Росія) — радянський державний діяч, голова Алтайського крайвиконкому, 1-й секретар Алтайського крайового комітету КПРС. Член ЦК КПРС у 1981—1985 роках. Депутат Верховної Ради РРФСР 8-го скликання. Депутат Верховної Ради СРСР 9—11-го скликань.

## Життєпис
Народився в селянській родині. У 1944—1945 роках — помічник комбайнера Бурановського радгоспу Алтайського краю.
У 1953 році закінчив Алтайський сільськогосподарський інститут, учений-зоотехнік.
У 1953 році працював асистентом кафедри приватного тваринництва Алтайського сільськогосподарського інституту
У 1953—1955 роках — зоотехнік, головний зоотехнік Мамонтовської машинно-тракторної станції Алтайського краю.
Член КПРС з 1954 року.
У 1955—1961 роках — інструктор, помічник 2-го секретаря Алтайського крайового комітету КПРС, завідувач радгоспного відділу Алтайського крайового комітету КПРС.
У 1961—1968 роках — секретар Алтайського крайового комітету КПРС.
У 1968 — 14 липня 1973 року — 2-й секретар Алтайського крайового комітету КПРС.
У 1971 році закінчив заочну Вищу партійну школу при ЦК КПРС.
У червні 1973 — квітні 1976 року — голова виконавчого комітету Алтайської крайової ради депутатів трудящих.
23 квітня 1976 — 29 січня 1985 року — 1-й секретар Алтайського крайового комітету КПРС.
Помер 29 січня 1985 року від серцевого нападу під час планового відрядження в село Солонешне Алтайського краю. Похований в місті Барнаулі.

## Нагороди і звання
- орден Леніна
- орден Жовтневої Революції
- два ордени Трудового Червоного Прапора
- орден «Знак Пошани»
- медалі